# Albert E. Mead

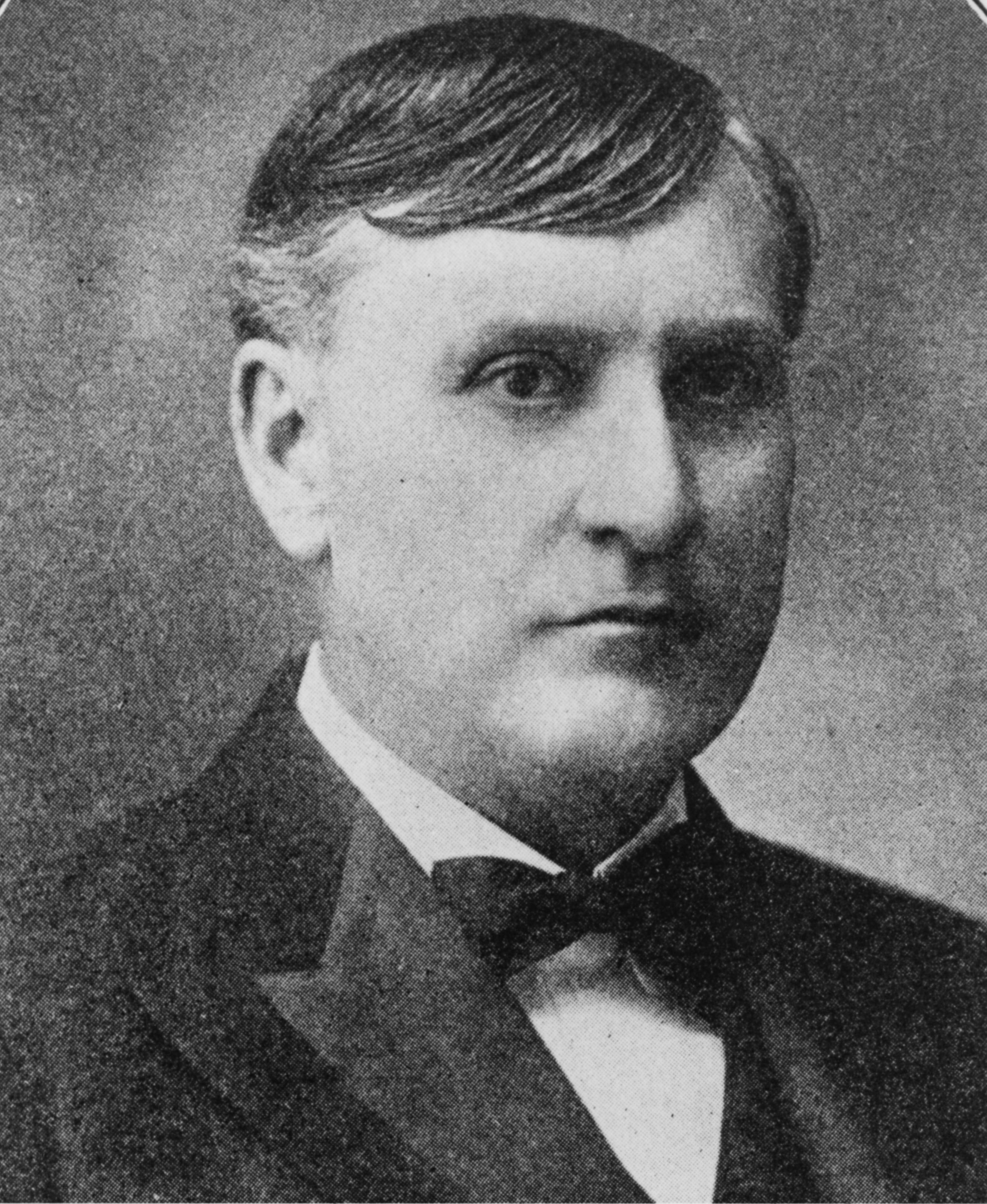
Albert E. Mead

Albert E. Mead (* 14. Dezember 1861 in Manhattan, Riley County, Kansas; † 19. März 1913) war ein US-amerikanischer Politiker und von 1905 bis 1909 der fünfte Gouverneur des Bundesstaates Washington.

## Frühe Jahre
Meade besuchte nach der Grundschule die Southern Illinois Normal University und studierte anschließend am Union College Jura. Nach seiner Zulassung als Rechtsanwalt übte er seinen neuen Beruf zunächst in Wichita aus. Im Jahr 1889 zog er nach Blaine im Staat Washington. In seiner neuen Heimat wurde er bald politisch aktiv. Zunächst wurde er Bürgermeister von Blaine. Dann wurde er in das Repräsentantenhaus von Washington gewählt. Außerdem war er noch Bezirksstaatsanwalt im Whatcom County. Im Jahr 1905 wurde er als Kandidat der Republikaner zum neuen Gouverneur gewählt. Die Wahl verdankte er vor allem der Eisenbahngesellschaft Great Northern Railroad, die sich innerhalb der Republikanischen Partei für ihn eingesetzt hatte. Hinzu kam die Unzufriedenheit der Republikaner mit ihrem eigenen bis dahin amtierenden Gouverneur Henry McBride. Dieser hatte sich sowohl bei der Eisenbahngesellschaft als auch in seiner Partei zu viele Feinde geschaffen, um wieder für das erste Staatsamt nominiert zu werden.

## Gouverneur von Washington
Mead trat seine vierjährige Amtszeit am 9. Januar 1905 an. In seiner Amtszeit enttäuschte er aber vor allem die Eisenbahn. Anstatt der erhofften Vorteile musste sie eine höhere Besteuerung hinnehmen. Außerdem unterstützte auch Mead, wie sein Amtsvorgänger, den Eisenbahnausschuss. Vor dem Hintergrund des aufkommenden Automobilverkehrs wurde eine eigene Straßenbehörde (Highway Commission) gegründet, die sich um den Ausbau der Verkehrswege kümmern sollte. Weitere neue Regierungsabteilungen wie eine eigene Steuerkommission (State Tax Commission) und eine Bankaufsichtsbehörde (Bank Examiner) wurden eingerichtet. Im Jahr 1905 wurde unter dem so genannten Dawes Act weiteres ehemaliges Indianerland für weiße Siedler freigegeben. In Meads Amtszeit wurde im Staat Washington auch das Vorwahlprinzip bei öffentlichen Wahlen eingeführt, das im Wesentlichen heute noch angewendet wird.

## Weiterer Lebenslauf
Nachdem Mead im Jahr 1908 nicht mehr die Nominierung seiner Partei für eine zweite Amtszeit erhalten hatte und in den von ihm eingeführten Vorwahlen unterlegen war, musste er am 27. Januar 1909 aus seinem Amt ausscheiden. Nach dem Ende seiner Gouverneurszeit zog sich Mead nach Bellingham zurück, wo er als Anwalt arbeitete. Dort war er auch Präsident der örtlichen Handelskammer. Albert Mead starb im März 1913. Er war zweimal verheiratet und hatte insgesamt fünf Kinder.